# Palazzo di Finanza

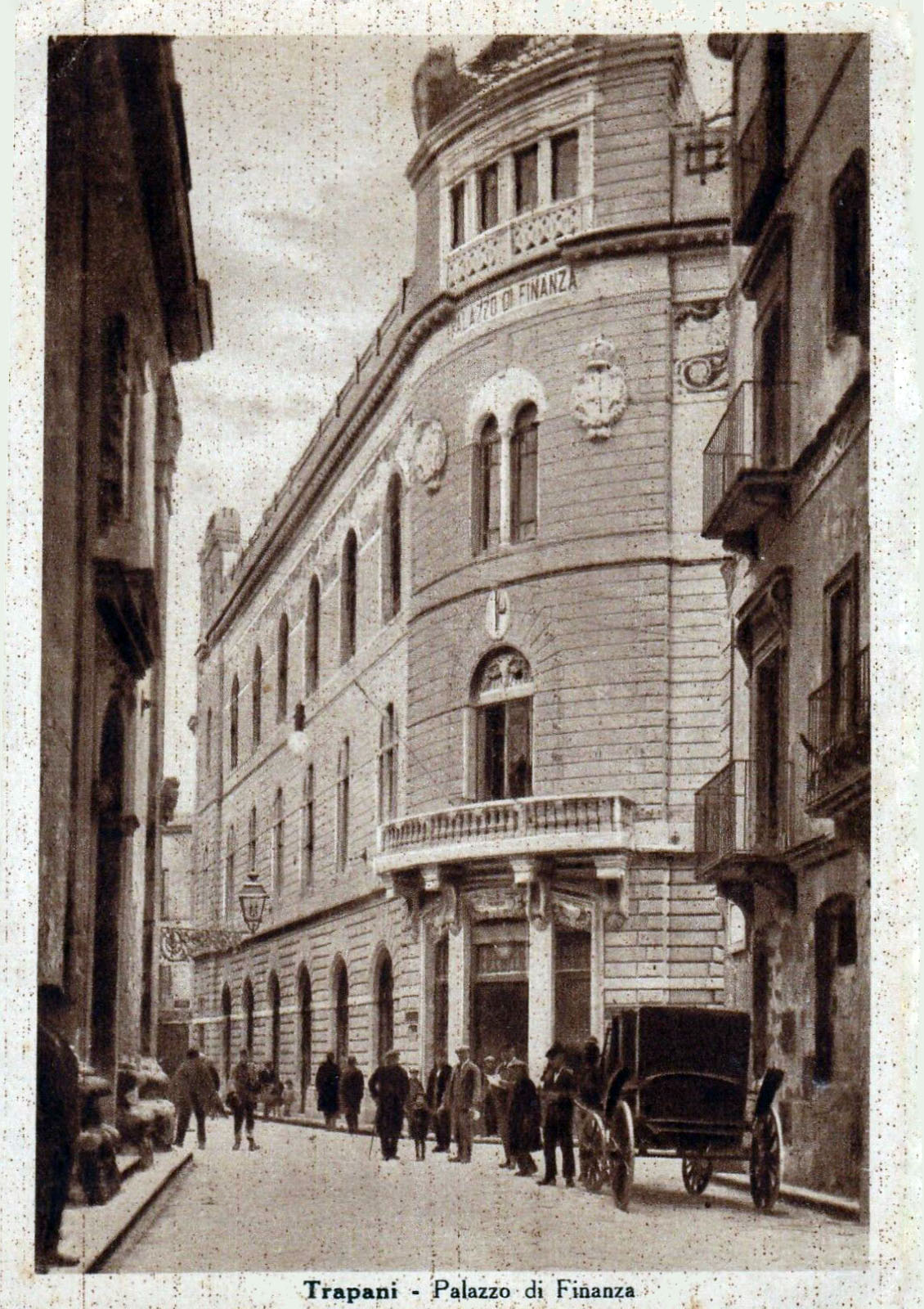
Der Palazzo kurz nach Fertigstellung

Der Palazzo di Finanza ist ein öffentliches Gebäude in der sizilianischen Hafenstadt Trapani. Es ist zurzeit ungenutzt.

## Geschichte
Das Gebäude befindet sich in der Altstadt an der Straßenecke Via Torrearsa/ Via Giuseppe Garibaldi. Zuvor wurde der Gebäudekomplex als Kloster genutzt, das 1460 auf Initiative von Giacomo Pipi gegründet worden ist. Nach dem Ersten Weltkrieg erfuhr das Gebäude massive Veränderungen, als der Ingenieur Luigi Baffa (1894–1933) im zeittypischen Stil den Umbau durchführte.
In den frühen 1920er Jahren wurde im eklektischen Stil für das Finanzministerium ein neues Verwaltungsgebäude errichtet. Über dem Portal steht in Römischen Lettern die Jahreszahl 1924. Zusammen mit dem Palazzo delle Poste, den beiden Krankenhäusern der Psychiatrie und dem Torrebianca, dem Maritime Hospiz, dem Palazzo del Mutilato und vielen weiteren entstanden diese großen öffentlichen Gebäude ausschließlich in der Zeit des Italienischen Faschismus. Während in vielen anderen Ländern der Übergang vom Jugendstil zur Neuen Sachlichkeit bzw. in Deutschland zum Bauhaus stattfand, beschäftigten sich die italienischen Architekten und Stadtplaner mit dem Liberty-Stil. Dieser knüpfte direkt an die Belle Epoque an, die inzwischen von England und Frankreich kommend bis Sizilien vorgedrungen war. Dieser Stil wurde von Arthur Lasenby Liberty (1843–1917) geprägt und in Großbritannien und Italien synonym für den Jugendstil verwendet.
Als Vorreiter der Architektur gilt Ernesto Basile. Anders als bei der Neuen Sachlichkeit oder beim Bauhaus war die Formensprache weniger streng, unter der Einwirkung der immensen Freiheitsbewegung immer noch verspielt und organisch.

## Äußeres
So muss der Palazzo di Finanza in Trapani eher als „anmutig und angenehm, nicht majestätisch und feierlich, oft mit viel Wert für dekorative Kunst und [mit Renaissance-Elementen angereicherte] italienische Kultur“ beschrieben werden.
Das dreigeschossige Bauwerk dominiert die umliegenden Gebäude durch seine Baumasse und die Komplexität der Gestaltung. Die bossierte Fassade wird nur wenig durch Gesimse unterbrochen. Auch die Fensterlaibungen nehmen die Gliederung auf. Die Fensteröffnungen fügen sich so harmonisch ein. Ein markanter Balkon im ersten Stock auf der gerundeten Ecke der beiden Straßen wird von vier Archivolten mit reichem Floraldekor getragen. Die Ecke zusätzlich betont eine Art Erker, der an der Traufe mit zwei mächtigen Voluten gekrönt wird. Prominent zwischen dem zweiten und dritten Stockwerk markiert der Schriftzug PALAZZO DI FINANZA die Funktion des Gebäudes.
Das Gebäude steht seit einigen Jahren leer, nachdem nach dem Weggang des Finanzministeriums kurzzeitig eine Kunstausstellung darin untergebracht war.